# Агрелль, Альфхильд
Альфхильд Тересия Агрелль (швед. Alfhild Teresia Agrell; 14 января 1849, Хернёсанд, Онгерманланд — 8 ноября 1923, Флен) — шведская писательница и драматург. Она была известна своими работами о сексуальном равенстве и как участница движения «Скандинавские дебаты о сексуальной морали» (швед. Sedlighetsdebatten).

## Биография
Альфхильд родилась в семье Эрика Йохана Мартина и Каролины Маргареты Адольфсон, которые работали кондитерами. С 1868 по 1895 год она была замужем за стокгольмским коммерсантом А. Агреллем. Альфхильд Агрелль увлеклась женским движением, будучи членом «Скандинавских дебатов о сексуальной морали» (швед. Sedlighetsdebatten) и принадлежала к тем немногим радикальным женщинам, которые носили реформаторскую одежду Шведской ассоциации по реформированию одежды (швед. Svenska drägtreformföreningen) на публике.
Она использовала временные псевдонимы Тира (швед. Thyra), Ловиса Петтерквист (швед. Lovisa Petterqvist) и Стиг Стигсон (швед. Stig Stigson), но вскоре начала подписываться своим собственным именем, что было необычно для женщины того времени. Другие знаменитые шведские драматурги того века, такие как сестры Луиза и Жанетта Гранберг, использовали мужские псевдонимы. Тема, на которой сосредоточилась Альфхильд, сексуальные двойные стандарты, была шокирующей для публики её эпохи.
Альфхильд Агрелль внесла важный вклад в дело пропаганды гендерного равенства в сексуальном отношении. В своих работах она рассматривала вопросы и последствия сексуальной несправедливости, сексуальные двойные стандарты, такие, например, как то, что женщина подвергается презрению, когда она делает то же самое, что и мужчина в сексуальных вопросах. Также Агрелль изучала вопросы наличия «плохой репутации», вопросы вины, возлагаемой на женщину, а не на мужчину, когда ребёнок рождается вне брака, и трудности, когда женщина из народа и мужчина из высших классов влюбляются друг в друга, и последствия таких отношений.
Но она была пессимистична в своих надеждах, что мужчины и женщины когда-нибудь смогут достичь полового равенства, и она сомневалась в том, что женщины смогут найти его в браке, где они по закону были сильно ограничены и отданы на волю своих мужей.